# Casa del Passeig dels Anglesos, 4
La Casa del Passeig dels Anglesos, 4 és un edifici de Caldes d'Estrac (Maresme).

## Descripció
Xalet d'estil modernista entre mitgeres de planta baixa i dues plantes, amb patí davanter i jardí posterior. La façana principal és la que s'orienta en sentit sud-est, cara a la mar. La coberta de teulada amb carener paral·lel a la porta principal. La planta baixa presenta, en primer lloc, un grup de tres finestres d'estil modernista, amb repeu i falses columnes.
També s'observa una finestra més gran d'arc apuntat. Totes elles porten persianes blanques de doble fulla. A un lateral observem una volta de canó que serveix per accedir al porxo on hi ha l'entrada principal, orientada de cara a la mitgera. La primera planta presenta un balcó mirador amb dues sortides, amb barana de reixa de ferro forjat d'inspiració vegetal. Les persianes d'aquestes portes són del mateix estil que el de les citades al pis inferior.
Al capdamunt trobem tres finestres de petites dimensions i que corresponen a una mena de golfes. El patí davanter és enrajolat i amb una reixa de ferro forjat que fa joc amb la barana del balcó del primer pis. El jardí posterior és gran, i equival a dues terceres parts de la parcel·la.

## Història
Fins a l'any 1995 hi havia el Restaurant La Marola, que ara es troba uns pocs números més endavant. Actualment la propietat és d'una joieria.